# Dibolia kralii
Dibolia kralii es una especie de insecto coleóptero de la familia Chrysomelidae. Fue descrita científicamente en 1981 por Mohr.